# نورون حرکتی
نورون حرکتی (یا motoneuron یا نورون وابران) نورونی است که بدن سلولی آن در قشر حرکتی، ساقه مغز یا طناب نخاعی قرار دارد و آکسون (فیبر) آن به نخاع و یا خارج از آن منتقل می شود تا به صورت مستقیم یا غیر مستقیم اندام های مؤثر، عمدتا عضلات و غدد، را کنترل کند. دو نوع نورون حرکتی وجود دارد: نورون حرکتی فوقانی و نورون حرکتی تحتانی. آکسون های نورون های حرکتی فوقانی روی نورون های رابط در نخاع و برخی اوقات مستقیماً روی نورون های حرکتی تحتانی سیناپس می شوند. آکسون های نورون های حرکتی تحتانی فیبرهای عصبی وابران هستند که سیگنال ها را از طناب نخاعی به اعضای گیرنده منتقل می کنند. انواع نورون های حرکتی پایینی، نورون های حرکتی آلفا، بتا و گاما هستند.
یک نورون حرکتی ممکن است بسیاری از فیبرهای عضلانی را عصب دهی کند و  فیبر عضلانی می تواند در زمان مورد نیاز برای یک پرش عضلانی، تحت تعداد زیادی پتانسیل عمل قرار بگیرد. عصب دهی در یک تماس عصبی-عضله ای رخ می دهد و در نتیجه ی تجمیع (فرایندی که تعیین می کند آیا یک پتانسیل عمل توسط تاثیرات ترکیبی سیگنال های تحریکی و مهاری تولید می‌شود) یا انقباض تتانی، پرش ها می‌توانند روی هم قرار بگیرند. پرش های منفرد می‌توانند غیرقابل تشخیص شوند و تنش به آرامی بالا می رود و در نهایت به قله می رسد.

## توسعه
نورون های حرکتی در اوایل تکوین رویانی، شروع به رشد می کنند و توسعه ی عملکرد حرکتی تا دوران کودکی به خوبی ادامه می یابد. در لوله عصبی، سلولها به محور سری-دمی یا محور شکمی-پشتی شناخته می شوند. آکسون های نورون های حرکتی در هفته چهارم رشد از ناحیه شکمی محور شکمی-پشتی (صفحه پایه شکمی) ظاهر می شوند. این هومودومین به عنوان حوزه مولد عصبی حرکتی (pMN) شناخته می شود. فاکتورهای رونویسی در اینجا شامل Pax6، OLIG2، Nkx-6.1 و Nkxx-6.2 است که توسط sonic hedgehog (Shh) تنظیم می شوند. ژن OLIG2 به دلیل نقشی که در افزایش Ngn2 دارد، مهم ترین ژن است. ژنی که باعث خروج از چرخه سلولی می شود و همچنین عوامل رونویسی بیشتری را در ارتباط با توسعه نورون حرکتی تقویت می کند.
مشخصات بیشتر نورون های حرکتی زمانی رخ می دهد که رتینوئیک اسید، فاکتور رشد فیبروبلاست، Wnts و TDGFb در فاکتورهای رونویسی مختلف Hox ادغام شوند. ۱۳ فاکتور رونویسی Hox وجود دارد و همراه با سیگنال ها، مشخص می کنند که یک نورون حرکتی بیشتر نقش سری یا دمی  دارد. در ستون فقرات، Hox 4-11 نورون های حرکتی را به یکی از پنج ستون حرکتی، مرتب می کند.
| هدف              | موقعیت در نخاع                                                                  | ستون حرکتی              |
| ---------------- | ------------------------------------------------------------------------------- | ----------------------- |
| عضلات محوری      | حاضر در کل طول                                                                  | ستون حرکتی میانی        |
| عضلات دیواره بدن | ناحیه قفسه سینه                                                                 | ستون حرکتی هایپاکسیال   |
| گانگلیون سمپاتیک | ناحیه قفسه سینه                                                                 | ستون حرکتی پیش گلژیونیک |
| عضلات اندام      | ناحیه بازویی و کمر (هر دو ناحیه بیشتر به دامنه های داخلی و جانبی تقسیم می سوند) | ستون حرکتی جانبی        |
| دیافراگم         | ناحیه دهانه رحم                                                                 | ستون حرکتی فرنیک        |

## آناتومی و فیزیولوژی

#### نورون حرکتی فوقانی

مجاری نخاع

نورون های عصبی فوقانی از قشر حرکتی قرار گرفته در شکنج پریسنترال سرچشمه می گیرند. سلول هایی که قشر حرکتی اولیه را تشکیل می دهند، سلول های Betz که نوعی سلول هرمی هستند، می باشند. آکسون های این سلول ها از قشر، پایین می آیند تا مسیر قشری-نخاعی را تشکیل دهند. نورون های حرکتی قشری از قشر اولیه مستقیما وارد نورون های حرکتی در شاخ شکمی نخاع می شود. آکسون های آنها بر روی نورون های حرکتی ستون فقرات در چندین عضله و همچنین در نخاع داخلی سیناپس می شوند. آنها مخصوص پرایمت ها هستند و گفته شده است که عملکرد آنها کنترل انطباقی دست ها، از جمله کنترل نسبتا مستقل انگشتان منفرد است. نورون های حرکتی قشری تا کنون تنها در قشر حرکتی اولیه یافت شده اند و نواحی حرکتی ثانویه دیده نشده اند.

#### مجاری عصبی
مجاری عصبی دسته ای از آکسون ها به عنوان ماده سفید هستند که پتانسیل عمل را به اعضای گیرنده آنها می رسانند. در نخاع این مجاری نزولی، تکانه ها را از نواحی مختلف حمل می کنند. این مجاری همچنین به عنوان مبدا برای نورون های حرکتی تحتانی عمل می کنند. هفت مجرای اصلی نزولی در نخاع یافت می شود:
- مجرای کورتیکوسپینال جانبی
- مجرای روبروسپاینال
- مجرای رتیکولوسپینال جانبی
- مجرای وستیبولوسپینال
- مجرای رتیکولوسپینال داخلی
- مجرای تکتواسپینال
- مجرای قشر و نخاعی قدامی

#### نورون های حرکتی تحتانی
نورون های حرکتی تحتانی آنهایی هستند که از نخاع سرچشمه می گیرند و به صورت مستقیم یا غیرمستقیم اهداف اعضای گیرنده را عصب دهی می کنند. هدف این نورون ها تغییر می کند اما در سیستم عصبی سوماتیک هدف نوعی فیبر عضلانی خواهد بود. سه دسته اصلی از نورونهای حرکتی پایینی وجود دارد که آنها را می توان به زیرگروه هایی تقسیم کرد.
با توجه به اهداف، نورون های حرکتی در سه دسته گسترد تقسیم می شوند:
- نورون های حرکتی سوماتیک
- نورون های حرکتی احشایی خاص
- نورون های حرکتی احشایی عام

#### نورون های حرکتی سوماتیک
نورون های حرکتی از سیستم عصبی مرکزی سرچشمه می گیرند، آکسون های خود را به عضلات اسکلتی  (مثل عضلات اندامها، شکم و عضله های بین دنده ای) که در حرکت دخیل هستند، منتقل می کنند. سه نوع این نورون های عصبی عبارتند از نورون های وابران آلفا، نورون های وابران بتا و نورون های وابران گاما. برای نشان دادن جریان اطلاعات از سیستم عصبی مرکزی (CNS) به مناطق پیرامونی، این نورونها را وابران می نامند.
- نورون های حرکتی آلفا، فیبرهای عضلانی خارج دوکی را عصب دهی می کنند که اصلی ترین عامل تولید نیرو در عضله هستند. بدن سلولی آنها در شاخ شکمی نخاع است و بعضی اوقات آنها سلول های شاخ شکمی نامیده می شوند. یک نورون حرکتی ممکن است به‌طور میانگین با 150 فیبر عضلانی سیناپس شود.[۱۹] نورون حرکتی و تمام فیبرهای عضلانی که به آن متصل می شوند، یک واحد حرکتی هستند. واحد های حرکتی به سه دسته تقسیم می شوند:[۲۰] مقاله اصلی: واحد حرکت
  - واحدهای حرکتی کند (S) فیبرهای عضلانی کوچک را تحریک می کنند که به کندی منقبض می شود و مقدار کمی انرژی فراهم می کند اما در برابر خستگی بسیار مقاوم اند بنابراین از آنها برای حفظ انقباض عضلانی، همچون عمود نگه داشتن بدن استفاده می شود. آنها انرژی خود را از روشاکسیداتیو  بدست می آورند و از این رو به اکسیژن نیاز دارند. آنها را همچنین فیبرهای قرمز می نامند.[۲۰]
  - واحدهای حرکتی به سرعت خسته شونده (FF) جمعیت عضلانی بزرگتری را تحریک می کنند، گروهی که مقدار زیادی نیرو وارد می کنند اما به سرعت خسته می شوند. آنها برای کارهایی که به انرژی  سوزی زیاد و ناگهانی نیاز دارند مانند پریدن یا دویدن، استفاده می شوند. آنها انرژی خود را از روش قندکاف  بدست می آورند و بنابراین به اکسیژن نیاز ندارند. آنها را فیبرهای سفید نیز می نامند.[۲۰]
  - واحدهای حرکتی مقاوم در برابر خستگی سریع جمعیت های عضلانی با سایز متوسط را تحریک می کنند که آنها به سرعت واحدهای حرکتی FF عکس العمل نشان نمی دهند اما می توانند زمان طولانی تری را حفظ کنند (همان‌طور که در نام ذکر شده است) و نیروی بیشتری را نسبت به واحدهای حرکتی S ارائه دهند. این دسته برای بدست آوردن انرژی از هردو روش اکسیداتیو و قندکافت استفادی می کنند.[۲۰]

علاوه بر انقباض ارادی عضله اسکلتی، نورون های حرکتی آلفا به تونوس عضلانی، نیروی مداوم تولید شده توسط عضله غیر انقباضی برای مخالفت با کشش، کمک می کنند. هنگامی که یک عضله کشیده می شود، نورون های حسی داخل دوک عضلانی، درجه کشش را تشخیص می دهند و سیگنالی را به CNS ارسال می کنند. CNS نورون های حرکتی آلفا را در نخاع فعال می کند که باعث انقباض فیبرهای عضلانی خارج دوکی می شود و در نتیجه در برابر کشش بیشتر مقاومت می کند. به این فرایند، بازتاب کشش نیز گفته می شود.
- نورون های حرکتی بتا فیبرهای عضلانی داخل دوکی دوک عضلانی را با تضمین فیبر دوکی، عصب دهی می کنند. دو نوع نورون حرکتی بتا وجود دارد: انقباض کند – اینها فیبرهای خارج دوکی را عصب دهی می کنند. انقباض سریع – اینها فیبرهای داخل دوکی را عصب دهی می کنند.[۲۱]
- نورون های حرکتی گاما فیبرهای عضلانی داخل دوکی موجود در دوک عضله ای را عصب دهی می کنند. آنها حساسیت دوک به کشش عضله را تنظیم می کنند. با فعال شدن نورون های گاما فیبرهای عضلانی داخل دوکی منقبض می شود بنابراین تنها یک کشش کوچک برای فعالسازی نورون های حسی دوکی  و عکس العمل کشش نیاز است. دو نوع نورون حرکتی گاما وجود دارد: پویا – اینها بر فیبرهای Bag1 تمرکز می کنند و حساسیت پویا را افزایش می دهند. استاتیک – اینها بر فیبرهای Bag2 تمرکز می کنند و حساسیت به کشش را افزایش می دهند.[۲۱]
- عوامل تنظیمی نورون های حرکتی تحتانی 
  - اصل اندازه – این مربوط به سومای نورون های حرکتی است. این اصل نورون های بزرگتر را محدود می کند تا سیگنال های تحریکی بزرگتری را به منظور تحریک فیبرهای عضلانی ای که آنها را عصب دهی می کند، دریافت کنند. با کاهش غیرضروری به کار گیری فیبر عضلانی، بدن قادر است مصرف انرژی را بهینه کند.[۲۱]
  - جریان مداوم داخلی (PIC)  - تحقیقات اخیر بر روی حیوانات نشان داده است که جریان مداوم یونها مانند کلسیم و سدیم از طریق کانال های موجود در سوما و دندریت ها بر ورودی سیناپس تاثیر می گذارند. یک روش جایگزین برای برای فکر کردن در این مورد این است که نورون پس-سیناپسی قبل از دریافت تکانه، در حال آماده شدن است.[۲۱]
  - بعد از هایپرپلاریزاسیون (AHP) – روشی مشخص شده است که نشان می دهد نورون های حرکتی کند برای مدت طولانی تری AHP های شدید دارند. یک راه برای به خاطر سپردن این موضوع این است که فیبرهای عضلانی کند می توانند برای مدت طولانی تری منقبض شوند، بنابراین منطقی است که نورون های حرکتی مربوط با نرخ کمتری فایر کنند.[۲۱]

#### نورون های حرکتی احشایی خاص
این نورون ها همچنین به عنوان نورون های حرکتی شاخه ای شناخته می شوند که در حالت چهره، جویدن، آوا ایجاد کردن و بلعیدن نقش دارند. اعصاب مرتبط با جمجمه، اعصاب حرکتی چشمی، ابدوسنس، قرقره ای و زیرزبانی می باشند.

#### نورون های حرکتی احشایی عام
این نورون های حرکتی به صورت غیر مستقیم عضله قلبی و عضلات صاف احشا (عضلات سرخرگ ها) را عصب دهی می کنند: آنها بر نورون های قرارگرفته در گانگلیون دستگاه عصبی خودمختار (سمپاتیک و پاراسمپاتیک)، قرار گرفته در سیستم عصبی پیرامونی (PNS)، سیناپس می شوند که خودشان به صورت غیر مستقیم عضلات احشایی را عصب دهی می کنند (و همچنین بعضی از سلول های غده را ).
در نتیجه فرمان حرکتی عضله های اسکلتی و شاخه ای، تک سیناپسی است که تنها شامل یک نورون حرکتی می باشد، یا سوماتیک یا شاخه ای، که بر روی عضله سیناپس می شود. به صورت مقایسه ای، فرمان عضلات احشایی، دو سیناپسی است و شامل دو نورون می شود: نورون حرکتی جامع احشایی، قرار گرفته در CNS و سیناپس های واقع در نورون گانگلیونی، قرار گرفته در PNS که بر روی عضله سیناپس می شود.
تمام نورون های حرکتی مهره داران، کولینرژیک هستند که به این معناست که آنها انتقال دهنده عصبی استیل کولین آزاد می کنند. نورون های گانگلیونی پاراسمپاتیک ، کولینرژیک نیز هستند در حالی که اکثر نورون های گانگلیونی سمپاتیک، نورآدرنرژیک هستند. یعنی انتقال دهنده عصبی نورآدرنالین آزاد می کنند. (به جدول توجه کنید)
| انتقال دهنده عصبی                                                         | موقعیت        | شاخه ns     |
| ------------------------------------------------------------------------- | ------------- | ----------- |
| استیل کولین                                                               | n/a           | سوماتیک     |
| استیل کولین                                                               | پیش گانگلیونی | پاراسمپاتیک |
| استیل کولین                                                               | گانگلیونی     | پاراسمپاتیک |
| استیل کولین                                                               | پیش گانگلیونی | سمپاتیک     |
| نوراپی نفرین*                                                             | پیش گانگلیونی | سمپاتیک     |
| *بجز فیبرها به غدد عرق و رگهای خونی خاص انتقال دهنده های عصبی نورون حرکتی |               |             |

#### اتصال عصبی عضلات
یک نورون حرکتی ممکن است تعداد زیادی از فیبرهای عضلانی را عصب دهی کند و یک فیبر عضلانی می تواند در زمان مورد نیاز برای یک پرش عضلانی تحت تعداد زیادی پتانسیل عمل قرار بگیرد. در نتیجه اگر یک پتانسیل عمل قبل از تکمیل پرش از راه برسد، پرش ها می توانند روی یکدیگر قرار بگیرند، چه از طریق انقباض تجمیعی و چه از طریق انقباض تتانی. در تجمیع، عضله به صورت مکرر تحریک می شود به‌طوری که پتانسیل عمل اضافی از سیستم عصبی سوماتیک، قبل از پایان پرش می رسند. بنابراین انقباضات بر روی یکدیگر قرار می گیرند و منجر به نیرویی بیشتر نسبت به یک پرش می شوند. یک انقباض تتانی بر اثر تحریک ثابت و با تکرار بالا ایجاد می شود – پتانسیل عمل با چنان نرخ بالایی می آید که انقباضات منفرد غیر قابل تشخیص اند و تنش به آرامی بالا می رود و در نهایت به قله می رسد.
رابط بین نورون حرکتی و فیبر عضلانی، یک سیناپس تخصصی است که تماس عصبی-عضله ای نامیده می شود. با تحریک کافی، نورون حرکتی سیلی از انتقال دهنده های عصبی استیل کولین (Ach) را از انتهای آکسون از کیسه های سیناپسی متصل به غشای پلاسما آزاد می کند. مولکول های استیل کولین به گیرنده های پس سیناپسی پیدا شده در صفحه حرکتی انتهایی متصل می شوند. به محض اتصال دو گیرنده استیل کولین، یک کانال یونی باز می شود و یون های سدیم مجاز به جریان یافتن درون سلول می شوند. هجوم سدیم به سلول باعث دیپولاریزیسیون می شود و پتانسیل عمل عضله را هدف قرار می دهد. سپس لوله های T سارکولما تحریک می شوند تا یون کلسیم آزادسازی شده از شبکه سارکوپلاسمیک را استخراج کنند. این آزادسازی شیمیایی است که فیبر عضلانی را برای انقباض هدف قرار می دهد.
در بی مهرگان، بسته به انتقال دهنده های آزاد شده و نوع گیرنده ای که به آن متصل می شود، پاسخ در نورون حرکتی می تواند یا تحریکی و یا مهاری باشد. با این حال در مهره داران پاسخ فیبر عضلانی به انتقال دهنده عصبی تنها می تواند تحریکی باشد یا به عبارت دیگر، انقباضی. شل شدن عضلات و مهار انقباض عضلات در مهره داران تنها با مهار خود نورون حرکتی حاصل می شود. به این ترتیب است که شل کننده های عضلانی با عمل بر روی نورون های حرکتی که عضله را عصب دهی می کند (با کاهش فعالیت الکتروفیزیولوژی) یا بر اتصالات عضلانی کولینرژیک به جای خود عضلات، کار می کنند.

## رفرنس ها
1. ↑  «Afferent vs. Efferent: AP® Psych Crash Course Review | Albert.io». Albert Resources (به انگلیسی). ۲۰۱۹-۱۲-۰۲. دریافت‌شده در ۲۰۲۱-۰۶-۲۳.
2. ↑  «Tortora, Gerard; Derrickson, Bryan (2014). Principles of Anatomy & Physiology (14th ed.). New Jersey: John Wiley & Sons, Inc. pp. 406, 502, 541. ISBN 978-1-118-34500-9».
3. ↑  «Pocock, Gillian; Richards, Christopher D. (2006). Human physiology : the basis of medicine (3rd ed.). Oxford: Oxford University Press. pp. 151–153. ISBN 978-0-19-856878-0». پارامتر |پیوند= ناموجود یا خالی (کمک)
4. ↑  «Schacter D.L., Gilbert D.T., and Wegner D.M. (2011) Psychology second edition. New York, NY: Worth». پارامتر |پیوند= ناموجود یا خالی (کمک)
5. 1 2  «Russell, Peter (2013). Biology - Exploring the Diversity of Life. Toronto: Nelson Education. p. 946. ISBN 978-0-17-665133-6». پارامتر |پیوند= ناموجود یا خالی (کمک)
6. ↑  «Tortora, Gerard; Derrickson, Bryan (2011). Principles of Anatomy Physiology (14th ed.). New Jersey: John Wiley & Sons, Inc. pp. 1090–1099. ISBN 978-1-118-34500-9».
7. ↑  «Sadler, T. (2010). Langman's medical embryology (11th ed.). Philadelphia: Lippincott William & Wilkins. pp. 299–301. ISBN 978-0-7817-9069-7». پارامتر |پیوند= ناموجود یا خالی (کمک)
8. 1 2  «Davis-Dusenbery, BN; Williams, LA; Klim, JR; Eggan, K (February 2014). "How to make spinal motor neurons". Development. 141 (3): 491–501. doi:10.1242/dev.097410. PMID 24449832».
9. ↑  «Edgar R, Mazor Y, Rinon A, Blumenthal J, Golan Y, Buzhor E, Livnat I, Ben-Ari S, Lieder I, Shitrit A, Gilboa Y, Ben-Yehudah A, Edri O, Shraga N, Bogoch Y, Leshansky L, Aharoni S, West MD, Warshawsky D, Shtrichman R (2013). "LifeMap Discovery™: The Embryonic Development, Stem Cells, and Regenerative Medicine Research Portal". PLOS ONE. 8 (7): e66629. Bibcode:2013PLoSO...866629E. doi:10.1371/journal.pone.0066629. ISSN 1932-6203. PMC 3714290. PMID 23874394».
10. ↑  «Philippidou, Polyxeni; Walsh, Carolyn; Aubin, Josée; Jeannotte, Lucie; Dasen, Jeremy S. (2012). "Sustained Hox5 Gene Activity is Required for Respiratory Motor Neuron Development". Nature Neuroscience. 15 (12): 1636–1644. doi:10.1038/nn.3242. ISSN 1097-6256. PMC 3676175. PMID 23103965».
11. ↑  «The Primary Motor Cortex: Upper Motor Neurons That Initiate Complex Voluntary Movements - Neuroscience - NCBI Bookshelf». web.archive.org. ۲۰۱۸-۰۶-۰۵. بایگانی‌شده از اصلی در ۵ ژوئن ۲۰۱۸. دریافت‌شده در ۲۰۲۱-۰۶-۲۳.
12. 1 2  «Mack, Sarah; Kandel, Eric R.; Jessell, Thomas M.; Schwartz, James H.; Siegelbaum, Steven A.; Hudspeth, A. J. (2013). Principles of neural science. Kandel, Eric R. (5th ed.). New York. ISBN 9780071390118. OCLC 795553723». پارامتر |پیوند= ناموجود یا خالی (کمک)
13. 1 2 3 4  «Lemon, Roger N. (April 4, 2008). "Descending Pathways in Motor Control". Annual Review of Neuroscience. 31 (1): 195–218. doi:10.1146/annurev.neuro.31.060407.125547. ISSN 0147-006X. PMID 18558853. S2CID 16139768».
14. ↑  «Isa, T (April 2007). "Direct and indirect cortico-motoneuronal pathways and control of hand/arm movements". Physiology. 22 (2): 145–152. doi:10.1152/physiol.00045.2006. PMID 17420305». پارامتر |پیوند= ناموجود یا خالی (کمک)
15. ↑  «Tortora, G. J., Derrickson, B. (2011). The Spinal Cord and Spinal Nerves. In B. Roesch, L. Elfers, K. Trost, et al. (Ed.), Principles of Anatomy and Physiology (pp. 443-468). New Jersey: John Wiley & Sons, Inc». پارامتر |پیوند= ناموجود یا خالی (کمک)
16. ↑  «Lower Motor Neuron Circuits and Motor Control - Neuroscience - NCBI Bookshelf». web.archive.org. ۲۰۱۸-۰۶-۰۵. بایگانی‌شده از اصلی در ۵ ژوئن ۲۰۱۸. دریافت‌شده در ۲۰۲۱-۰۶-۲۳.
17. ↑  «CHAPTER NINE». web.archive.org. ۲۰۱۷-۱۱-۰۵. بایگانی‌شده از اصلی در ۵ نوامبر ۲۰۱۷. دریافت‌شده در ۲۰۲۱-۰۶-۲۳.
18. ↑  «Silverthorn, Dee Unglaub (2010). Human Physiology: An Integrated Approach. Pearson. p. 398. ISBN 978-0-321-55980-7». پارامتر |پیوند= ناموجود یا خالی (کمک)
19. 1 2  «Tortora, G. J., Derrickson, B. (2011). Muscular Tissue. In B. Roesch, L. Elfers, K. Trost, et al. (Ed.), Principles of Anatomy and Physiology (pp. 305-307, 311). New Jersey: John Wiley & Sons, Inc». پارامتر |پیوند= ناموجود یا خالی (کمک)
20. 1 2 3 4  «The Motor Unit - Neuroscience - NCBI Bookshelf». web.archive.org. ۲۰۱۸-۰۶-۰۵. بایگانی‌شده از اصلی در ۵ ژوئن ۲۰۱۸. دریافت‌شده در ۲۰۲۱-۰۶-۲۳.
21. 1 2 3 4 5  Manuel, M.; Zytnicki, D. (2011). "Alpha, beta and gamma motoneurons: functional diversity in the motor system's final pathway". Journal of integrative neuroscience. doi:10.1142/S0219635211002786.